# Protea cryophila
Protea cryophila (лат.) — кустарник, вид рода Протея (Protea) семейства Протейные (Proteaceae), эндемик хребта Седерберг в Южной Африке. Низкий кустарник до 3 м в диаметре, цветёт с января по апрель. Растёт на песчаниковой почве на скальных карнизах на высоте 1 750—1 900 м.

## Ботаническое описание
Protea coronata — стелющийся кустарник с ветвями, расходящимися от центральной главной ветви, образующий плотное ковровое покрытие до 3 м в диаметре. Более старые, сухие, мертвые остатки веток сохраняются в течение некоторого времени. Ветви диаметром 10-20 мм покрыты тёмными, черновато-коричневыми, более или менее яйцевидными прицветниками, напоминающими бумагу. Листья кожистые, твёрдые, восходящие, сгруппированы на концах ветвей. Черешки листьев желтовато-зелёные, длиной 200—250 мм, диаметром 5 мм, у основания вздутые. Листовые пластинки эллиптические, длиной 100—250 мм и шириной 50-70 мм, загнуты внутрь, с ярко выраженной желтовато-зелёной жилкой. Края листа целые, роговые, желтовато-зелёные, с тупым концом. Соцветие без стебля (сидячее), в полностью раскрытом виде имеет форму кратера или неглубокой кружки, 120—150 мм в длину и 130—160 мм в диаметре, с внешней стороны густо покрыто пушистыми, белыми, бумажными прицветниками 60-70 мм длиной и 10-15 мм шириной, в 6 или 7 рядов, уложенных черепицеобразно. Внутренняя часть прицветников розовая, у основания становится беловатой, иногда полностью белой. Отдельные цветки прямые или слегка изогнутые, от кремово-белого до розоватого или белого цвета, длиной 85-90 мм; трубка длиной 10-15 мм. 4 пыльника имеют длину 15 мм; нити длиной 2-3 мм. Столбик прямой или слегка изогнутый. Семена продолговатые, коричневатые, опушённые. Цветёт с середины до конца лета (с января по март).

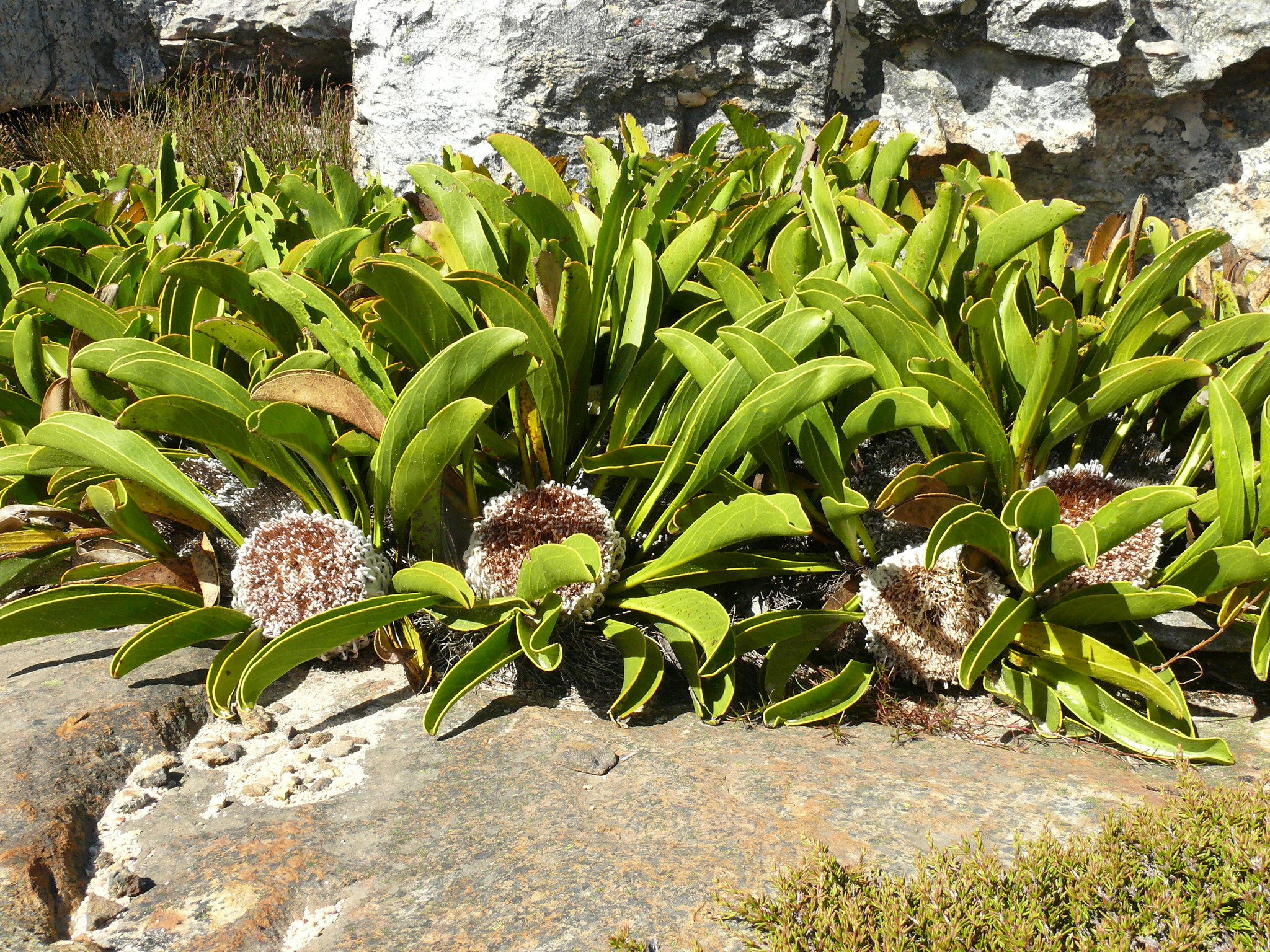
В природе
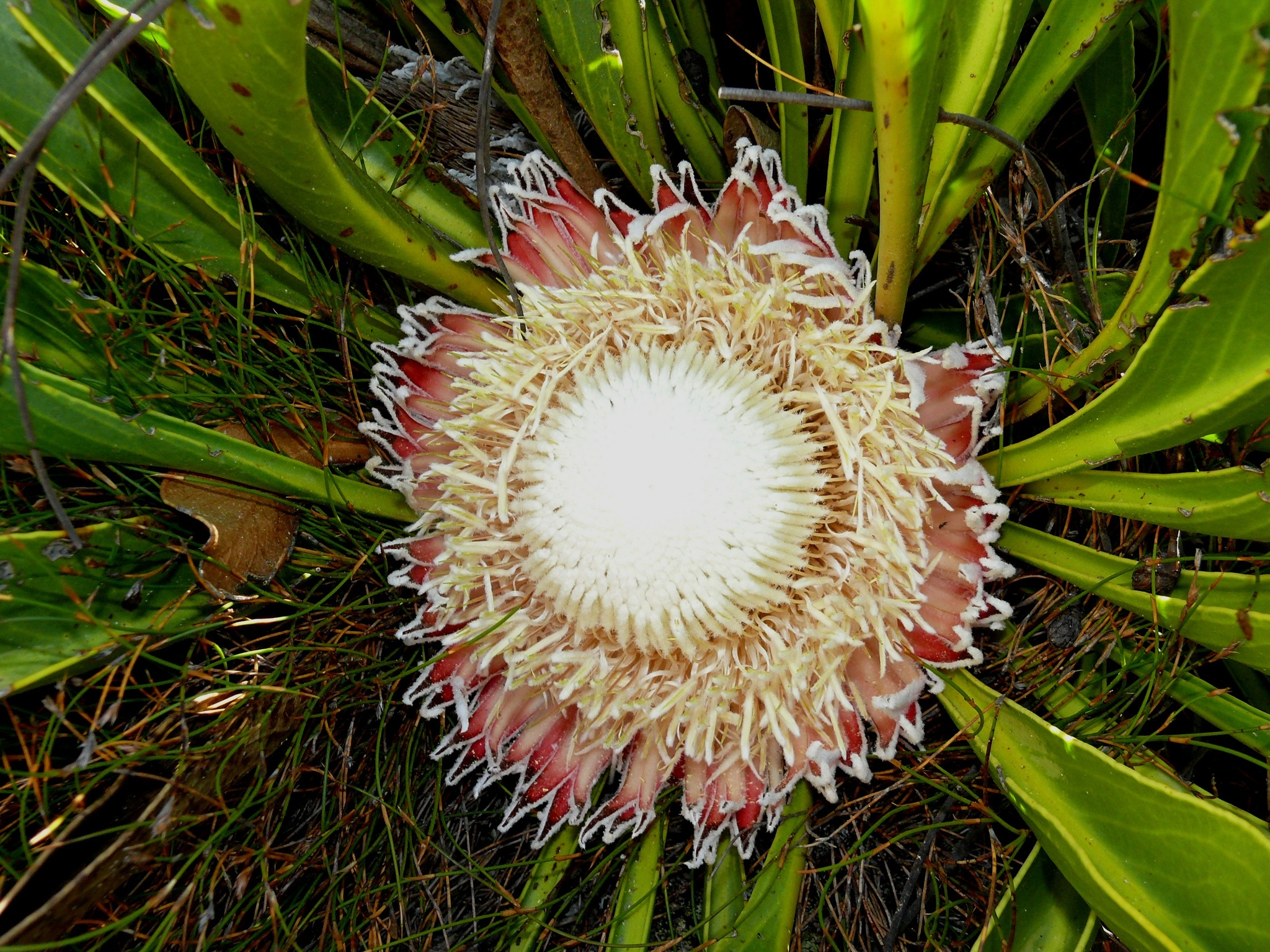
Цветок
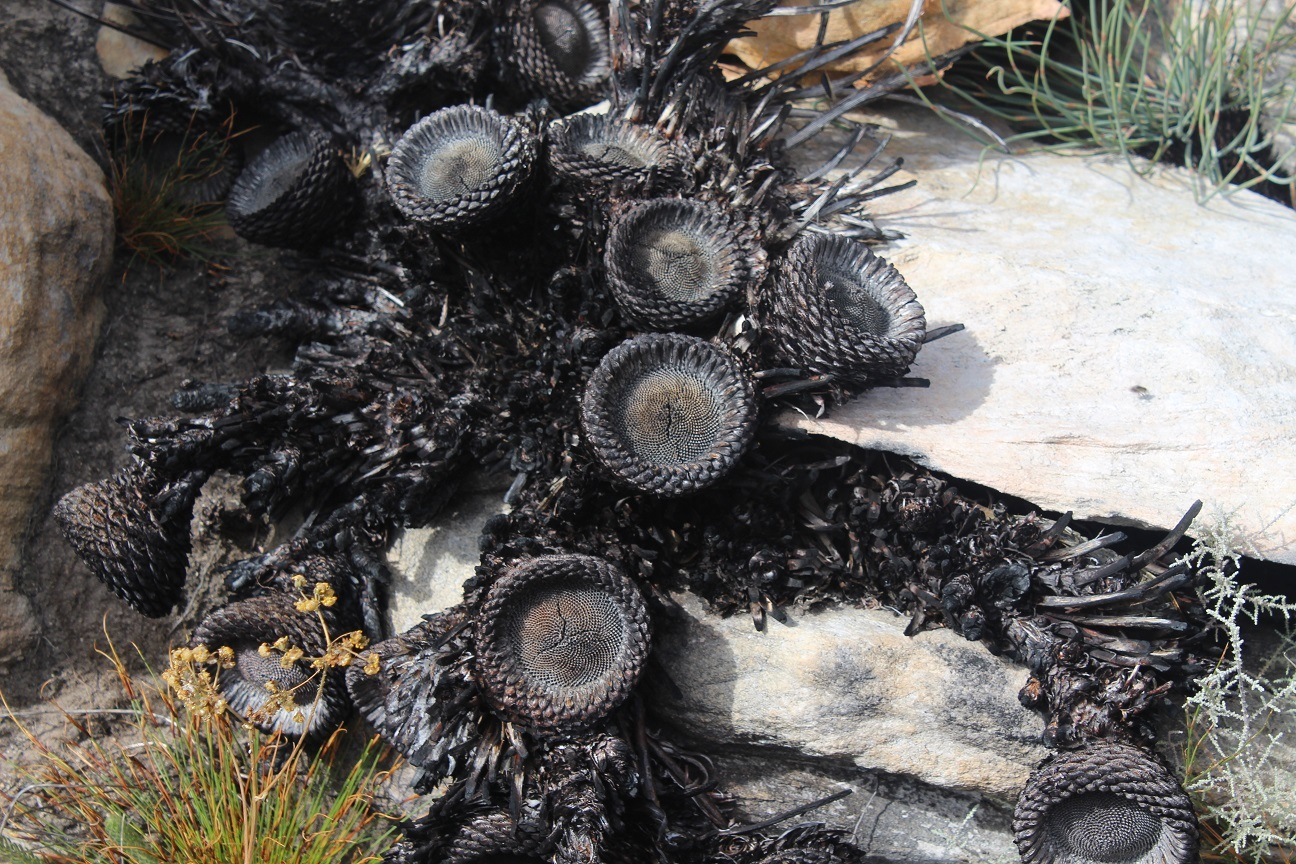
P. cryophila после пожара

## Таксономия
Protea cryophila была описана Гарри Болусом из растений, собранных 5 октября 1897 года Альфредом Боденом, учителем математики Епархиального колледжа в Рондебош (Кейптаун), который собрал образец на вершине Сниукопа в горном хребте Седерберг. Видовое название — от латинских слов cryos, что означает «мороз или холод», и philios, что означает «любить», относящихся к холодному альпийскому климату ареала вида. Помимо морозной среды обитания, растение в бутоне, а иногда и в цветке, также имеет морозный вид. Из-за альпийской среды обитания этот вид встречается редко.

## Распространение и местообитание
Protea cryophila — эндемик Западно-Капской провинции Южной Африки. Встречается на хребте Седерберг, где растёт только на открытом солнце на горных вершинах, на высотах примерно от 1750 до 2000 м над уровнем моря в основном между Сниукопом на севере и Снеубергом на юге. Другие пики, на которых растут растения, включают Шэдоу-Пик и Столовая. Среда обитания P. cryophila — скалистая местность с кислыми, бедными минералами, кварцитовыми песчаниковыми почвами. Часто растения растут в расщелинах на плоской скальной породе, куда не проникает огонь. Среда обитания находится выше линии деревьев и состоит в основном из густых насаждений рестио и альпийскиго финбоша. Среди суккулентов, замеченных здесь — Crassula obtusa и C. nudicaulis, Senecio citriformis и Esterhuysenia mucronata. Осадки выпадают в основном зимой (с апреля по октябрь) и составляют около 800—1300 мм в год. Зимы холодные, и растения часто находятся под снежным покровом. Средняя дневная температура зимой составляет около 0,1 °C и 22,9 °C летом.

## Охранный статус
Protea cryophila не находится под угрозой. Обычно вид встречается в густых насаждениях и имеет тенденцию к засорению, так как часто появляется на залежных землях рядом с дикими популяциями и вдоль обочин дорог..